# 阿恩斯坦诉波特案
阿恩斯坦诉波特案（英語：Arnstein v. Porter）是美国版权法中的一个案例，为确定版权侵权的实质相似性开创了先例。

## 事实性陈述
伊拉·B·阿恩斯坦起诉著名作曲家科尔·波特侵犯版权。阿恩斯坦是一位专业歌曲作家，出版了多首流行歌曲。他声称波特抄袭了他的一些歌曲，主要是《上帝是我的牧羊人》和《母亲的祈祷》。波特反驳说，他从未听过阿恩斯坦的歌曲，并且这些歌曲是独立创作的。阿恩斯坦认为波特招募了间谍或“傀儡”来窃取歌曲。波特提出了简易判决动议。
初审法院批准了波特的简易判决动议。法院依赖专家关于歌曲相似性的证词，发现波特的歌曲并不实质相似。阿恩斯坦提出上诉。

## 观点
上诉法院推翻了原判并发回重审。法院提出了关于侵权分析的两步测试：
1. 必须有证据表明被告接触过受版权保护的作品；
2. 必须有有证据表明二者的作品实质上相似。

此次上诉的主要问题是，下级法院是否因批准简易判决动议而剥夺了原告就其版权侵权诉讼进行庭审的权利。关于第一步，下级法院认定原告的论证“非常精彩”。但侵权分析的第二步中，原告的论证存在一些瑕疵，尤其是作品之间的相似性。
关于侵权分析的第二步，确定实质性相似应从“普通听众”的角度出发，而不是从专业人士角度。原告受法律保护的利益不在于他作为音乐家的声誉，而在于他的作品可能带来的经济收益，这种收益来自于普通公众对其作品的认可。因此，这一步分析要回答的问题是：“被告是否从原告的作品中获取了大量非专业听众喜闻乐见的内容，而这些非专业听众正是此类流行音乐的创作对象，因此被告是否非法占有了属于原告的东西？”
在本案中，上诉法院在听取了各自的作品后，无法得出结论认为“相似度太低，以至于在盗用问题上，初审法官可以合法地做出被告胜诉的判决”。因此，法院将案件发回原审法院，由陪审团进行审判。